# 天主教德羅莫爾教區
天主教德羅莫爾教區（拉丁語：Dioecesis Dromorensis）是羅馬天主教在愛爾蘭的一個教區，屬阿馬總教區。

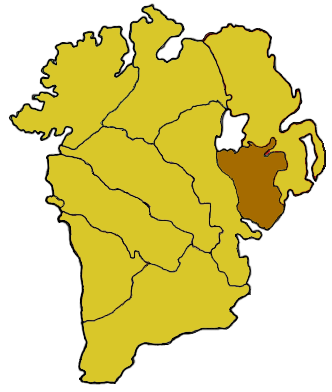
德羅莫爾教區管轄範圍圖

教區成立於514年。範圍包括阿馬郡、唐郡和安特里姆郡的一部分。座堂位於紐里，現任主教為若望·麥阿里維。
2007年，在當地192,100人口中，有教友86,000人，佔轄區總人口44.8%、23個堂區、57名司鐸、13名修士、145名修女。